# ATP World Tour 2017
L'ATP World Tour 2017 è un insieme di tornei organizzati dall'ATP divisi in quattro categorie: tornei del Grande Slam, Masters 1000, 500 e 250. A questi si aggiungono anche la Coppa Davis, le ATP Finals e la Hopman Cup che, insieme agli Slam, sono organizzati dalla ITF.. Quest'anno sarà presente per la prima volta il Next Generation ATP Finals, un torneo riservato a 8 giocatori Under-21 del circuito.

## Calendario
Questo è il calendario completo degli eventi del 2017, con i risultati in progressione dai quarti di finale.
Legenda
| Grande Slam                 |
| ATP Finals                  |
| Next Generation ATP Finals  |
| ATP World Tour Masters 1000 |
| ATP World Tour 500          |
| ATP World Tour 250          |
| Evento a squadre            |

### Gennaio
| Settimana             | Torneo | Campione/i | Finalista/i                                                                            | Semifinalisti                                        | Eliminati ai quarti di finale                                        |
| --------------------- | --- | --- | -------------------------------------------------------------------------------------- | ---------------------------------------------------- | -------------------------------------------------------------------- |
| 2 gennaio             | Hopman Cup 2017 Perth, Australia Torneo a squadre misto AU$1.000.000 - Cemento indoor - 8 squadre (RR) | Francia 2-1 | Stati Uniti                                                                            | Round Robin (Gruppo A) Svizzera Germania Regno Unito | Round Robin (Gruppo B) Spagna Rep. Ceca Australia                    |
| 2 gennaio             | Qatar ExxonMobil Open 2017 Doha, Qatar ATP World Tour 250 $1.334.270 - Cemento - 32S/16Q/16D Singolare - Doppio | Novak Đoković 6-3, 5-7, 6-4                                                                                                | Andy Murray                                                                            | Tomáš Berdych Fernando Verdasco                      | Nicolás Almagro Jo-Wilfried Tsonga Ivo Karlović Radek Štěpánek       |
| 2 gennaio             | Qatar ExxonMobil Open 2017 Doha, Qatar ATP World Tour 250 $1.334.270 - Cemento - 32S/16Q/16D Singolare - Doppio | Jérémy Chardy Fabrice Martin 6-4, 7–6(3)                                                                                   | Vasek Pospisil Radek Štěpánek                                                          | Tomáš Berdych Fernando Verdasco                      | Nicolás Almagro Jo-Wilfried Tsonga Ivo Karlović Radek Štěpánek       |
| 2 gennaio             | Aircel Chennai Open 2017 Chennai, India ATP World Tour 250 $505.730 - Cemento - 28S/16Q/16D Singolare - Doppio | Roberto Bautista Agut 6-3, 6-4                                                                                             | Daniil Medvedev                                                                        | Dudi Sela Benoît Paire                               | Jozef Kovalík Albert Ramos Viñolas Aljaž Bedene Michail Južnyj       |
| 2 gennaio             | Aircel Chennai Open 2017 Chennai, India ATP World Tour 250 $505.730 - Cemento - 28S/16Q/16D Singolare - Doppio | Rohan Bopanna Jeevan Nedunchezhiyan 6-3, 6-4                                                                               | Purav Raja Divij Sharan                                                                | Dudi Sela Benoît Paire                               | Jozef Kovalík Albert Ramos Viñolas Aljaž Bedene Michail Južnyj       |
| 2 gennaio             | Brisbane International 2017 Brisbane, Australia ATP World Tour 250 $495.630 - Cemento - 28S/16Q/16D Singolare - Doppio | Grigor Dimitrov 6-2, 2-6, 6-3                                                                                              | Kei Nishikori                                                                          | Milos Raonic Stan Wawrinka                           | Rafael Nadal Dominic Thiem Jordan Thompson Kyle Edmund               |
| 2 gennaio             | Brisbane International 2017 Brisbane, Australia ATP World Tour 250 $495.630 - Cemento - 28S/16Q/16D Singolare - Doppio | Thanasi Kokkinakis Jordan Thompson 7–6(7), 6-4                                                                             | Gilles Müller Sam Querrey                                                              | Milos Raonic Stan Wawrinka                           | Rafael Nadal Dominic Thiem Jordan Thompson Kyle Edmund               |
| 9 gennaio             | ASB Classic 2017 Auckland, Nuova Zelanda ATP World Tour 250 $508.360 - Cemento - 28S/32Q/16D Singolare - Doppio | Jack Sock 6-3, 5-7, 6-3 | João Sousa                                                                             | Marcos Baghdatis Steve Johnson                       | Jiří Veselý Robin Haase Jérémy Chardy John Isner                     |
| 9 gennaio             | ASB Classic 2017 Auckland, Nuova Zelanda ATP World Tour 250 $508.360 - Cemento - 28S/32Q/16D Singolare - Doppio | Marcin Matkowski Aisam-ul-Haq Qureshi 1-6, 6-2, [10-3]                                                                     | Jonathan Erlich Scott Lipsky                                                           | Marcos Baghdatis Steve Johnson                       | Jiří Veselý Robin Haase Jérémy Chardy John Isner                     |
| 9 gennaio             | Apia International Sydney 2017 Sydney, Australia ATP World Tour 250 $495.630 - Cemento - 28S/32Q/16D Singolare - Doppio | Gilles Müller 7–6(5), 6-2                                                                                                  | Daniel Evans                                                                           | Andrej Kuznecov Viktor Troicki                       | Dominic Thiem Pablo Carreño Busta Philipp Kohlschreiber Pablo Cuevas |
| 9 gennaio             | Apia International Sydney 2017 Sydney, Australia ATP World Tour 250 $495.630 - Cemento - 28S/32Q/16D Singolare - Doppio | Wesley Koolhof Matwé Middelkoop 6-3, 7-5                                                                                   | Jamie Murray Bruno Soares                                                              | Andrej Kuznecov Viktor Troicki                       | Dominic Thiem Pablo Carreño Busta Philipp Kohlschreiber Pablo Cuevas |
| 16 gennaio 29 gennaio | Australian Open 2017 Melbourne, Australia Grande Slam AU$22.000.000 - Cemento - 128S/128Q/64D/32X Singolare - Doppio - Doppio misto | Roger Federer 6-4, 3-6, 6-1, 3-6, 6-3                                                                                      | Rafael Nadal                                                                           | Stan Wawrinka Grigor Dimitrov                        | Miša Zverev Jo-Wilfried Tsonga Milos Raonic David Goffin             |
| 16 gennaio 29 gennaio | Australian Open 2017 Melbourne, Australia Grande Slam AU$22.000.000 - Cemento - 128S/128Q/64D/32X Singolare - Doppio - Doppio misto | Henri Kontinen John Peers 7-5, 7-5                                                                                         | Bob Bryan Mike Bryan                                                                   | Stan Wawrinka Grigor Dimitrov                        | Miša Zverev Jo-Wilfried Tsonga Milos Raonic David Goffin             |
| 16 gennaio 29 gennaio | Australian Open 2017 Melbourne, Australia Grande Slam AU$22.000.000 - Cemento - 128S/128Q/64D/32X Singolare - Doppio - Doppio misto | Abigail Spears Juan Sebastián Cabal 6-2, 6-4                                                                               | Sania Mirza Ivan Dodig                                                                 | Stan Wawrinka Grigor Dimitrov                        | Miša Zverev Jo-Wilfried Tsonga Milos Raonic David Goffin             |
| 30 gennaio            | Coppa Davis 2017 Primo turno Buenos Aires, Argentina - Terra rossa Francoforte, Germania - Cemento (i) Kooyong, Australia - Cemento Birmingham, Stati Uniti- Cemento (i) Tokyo, Giappone - Cemento (i) Ottawa, Canada - Cemento (i) Niš, Serbia - Cemento (i) Osijek, Croazia - Cemento (i) | Vincenti primo turno Italia 3-2 Belgio 4-1 Australia 4-1 Stati Uniti 5-0 Francia 4-1 Regno Unito 3-2 Serbia 4-0 Spagna 3-2 | Perdenti primo turno Argentina Germania Belgio Svizzera Giappone Canada Russia Croazia |                                                      |                                                                      |

### Febbraio
| Settimana   | Torneo | Campione/i                                         | Finalista/i                       | Semifinalisti                             | Eliminati ai quarti di finale                                         |
| ----------- | --- | -------------------------------------------------- | --------------------------------- | ----------------------------------------- | --------------------------------------------------------------------- |
| 6 febbraio  | Open Sud de France 2017 Montpellier, Francia ATP World Tour 250 €540.310 - Cemento indoor - 28S/32Q/16D Singolare - Doppio          | Alexander Zverev 7–6(4), 6-3                       | Richard Gasquet                   | Benoît Paire Jo-Wilfried Tsonga           | Dustin Brown Kenny de Schepper Jérémy Chardy Daniil Medvedev          |
| 6 febbraio  | Open Sud de France 2017 Montpellier, Francia ATP World Tour 250 €540.310 - Cemento indoor - 28S/32Q/16D Singolare - Doppio          | Alexander Zverev Miša Zverev 6-4, 6(3)–7, [10-7]   | Fabrice Martin Daniel Nestor      | Benoît Paire Jo-Wilfried Tsonga           | Dustin Brown Kenny de Schepper Jérémy Chardy Daniil Medvedev          |
| 6 febbraio  | Garanti Koza Sofia Open 2017 Sofia, Bulgaria ATP World Tour 250 €540.310 - Cemento indoor - 28S/32Q/16D Singolare - Doppio          | Grigor Dimitrov 7-5, 6-4                           | David Goffin                      | Nikoloz Basilašvili Roberto Bautista Agut | Martin Kližan Viktor Troicki Gilles Müller Steve Darcis               |
| 6 febbraio  | Garanti Koza Sofia Open 2017 Sofia, Bulgaria ATP World Tour 250 €540.310 - Cemento indoor - 28S/32Q/16D Singolare - Doppio          | Viktor Troicki Nenad Zimonjić 6-4, 6-4             | Michail Elgin Andrej Kuznecov     | Nikoloz Basilašvili Roberto Bautista Agut | Martin Kližan Viktor Troicki Gilles Müller Steve Darcis               |
| 6 febbraio  | Ecuador Open 2017 Quito, Ecuador ATP World Tour 250 $540.310 - Terra rossa - 28S/32Q/16D Singolare - Doppio                         | Víctor Estrella Burgos 6(2)–7, 7-5, 7–6(6)         | Paolo Lorenzi                     | Thomaz Bellucci Albert Ramos Viñolas      | Federico Gaio Renzo Olivo Rajeev Ram Roberto Carballés Baena          |
| 6 febbraio  | Ecuador Open 2017 Quito, Ecuador ATP World Tour 250 $540.310 - Terra rossa - 28S/32Q/16D Singolare - Doppio                         | James Cerretani Philipp Oswald 6-3, 2-1, rit.      | Julio Peralta Horacio Zeballos    | Thomaz Bellucci Albert Ramos Viñolas      | Federico Gaio Renzo Olivo Rajeev Ram Roberto Carballés Baena          |
| 13 febbraio | Rotterdam Open 2017 Rotterdam, Paesi Bassi ATP World Tour 500 €1.854.365 - Cemento indoor - 32S/16Q/16D Singolare - Doppio          | Jo-Wilfried Tsonga 4-6, 6-4, 6-1                   | David Goffin                      | Tomáš Berdych Pierre-Hugues Herbert       | Marin Čilić Martin Kližan Dominic Thiem Grigor Dimitrov               |
| 13 febbraio | Rotterdam Open 2017 Rotterdam, Paesi Bassi ATP World Tour 500 €1.854.365 - Cemento indoor - 32S/16Q/16D Singolare - Doppio          | Ivan Dodig Marcel Granollers 7–6(5), 6-3           | Wesley Koolhof Matwé Middelkoop   | Tomáš Berdych Pierre-Hugues Herbert       | Marin Čilić Martin Kližan Dominic Thiem Grigor Dimitrov               |
| 13 febbraio | Memphis Open 2017 Memphis, Stati Uniti d'America ATP World Tour 250 $720.410 - Cemento indoor - 28S/16Q/16D Singolare - Doppio      | Ryan Harrison 6-1, 6-4                             | Nikoloz Basilašvili               | Michail Kukuškin Donald Young             | Matthew Ebden Steve Johnson Damir Džumhur John Isner                  |
| 13 febbraio | Memphis Open 2017 Memphis, Stati Uniti d'America ATP World Tour 250 $720.410 - Cemento indoor - 28S/16Q/16D Singolare - Doppio      | Brian Baker Nikola Mektić 6-3, 6-4                 | Ryan Harrison Steve Johnson       | Michail Kukuškin Donald Young             | Matthew Ebden Steve Johnson Damir Džumhur John Isner                  |
| 13 febbraio | Argentina Open 2017 Buenos Aires, Argentina ATP World Tour 250 $598.865 - Terra rossa - 28S/16Q/16D Singolare - Doppio              | Aleksandr Dolhopolov 7–6(4), 6-4                   | Kei Nishikori                     | Carlos Berlocq Pablo Carreño Busta        | João Sousa Thiago Monteiro Albert Ramos Viñolas Gerald Melzer         |
| 13 febbraio | Argentina Open 2017 Buenos Aires, Argentina ATP World Tour 250 $598.865 - Terra rossa - 28S/16Q/16D Singolare - Doppio              | Juan Sebastián Cabal Robert Farah 6-1, 6-4         | Santiago González David Marrero   | Carlos Berlocq Pablo Carreño Busta        | João Sousa Thiago Monteiro Albert Ramos Viñolas Gerald Melzer         |
| 20 febbraio | Rio Open 2017 Rio de Janeiro, Brasile ATP World Tour 500 $1.603.940 - Terra rossa - 32S/16Q/16D Singolare - Doppio                  | Dominic Thiem 7-5, 6-4                             | Pablo Carreño Busta               | Casper Ruud Albert Ramos Viñolas          | Thiago Monteiro Aleksandr Dolhopolov Nicolás Kicker Diego Schwartzman |
| 20 febbraio | Rio Open 2017 Rio de Janeiro, Brasile ATP World Tour 500 $1.603.940 - Terra rossa - 32S/16Q/16D Singolare - Doppio                  | Pablo Carreño Busta Pablo Cuevas 6-4, 5-7, [10-8]  | Juan Sebastián Cabal Robert Farah | Casper Ruud Albert Ramos Viñolas          | Thiago Monteiro Aleksandr Dolhopolov Nicolás Kicker Diego Schwartzman |
| 20 febbraio | Open 13 Provence 2017 Marsiglia, Francia ATP World Tour 250 €691.850 - Cemento indoor - 28S/16Q/16D Singolare - Doppio              | Jo-Wilfried Tsonga 6-4, 6-4                        | Lucas Pouille                     | Richard Gasquet Nick Kyrgios              | Gaël Monfils Daniil Medvedev Norbert Gombos Gilles Simon              |
| 20 febbraio | Open 13 Provence 2017 Marsiglia, Francia ATP World Tour 250 €691.850 - Cemento indoor - 28S/16Q/16D Singolare - Doppio              | Julien Benneteau Nicolas Mahut 6-4, 6(9)–7, [10-5] | Robin Haase Dominic Inglot        | Richard Gasquet Nick Kyrgios              | Gaël Monfils Daniil Medvedev Norbert Gombos Gilles Simon              |
| 20 febbraio | Delray Beach Open 2017 Delray Beach, Stati Uniti d'America ATP World Tour 250 $599.345 - Cemento - 32S/16Q/16D Singolare - Doppio   | Jack Sock w/o                                      | Milos Raonic                      | Juan Martín del Potro Donald Young        | Kyle Edmund Sam Querrey Steve Johnson Steve Darcis                    |
| 20 febbraio | Delray Beach Open 2017 Delray Beach, Stati Uniti d'America ATP World Tour 250 $599.345 - Cemento - 32S/16Q/16D Singolare - Doppio   | Raven Klaasen Rajeev Ram 7-5, 7-5                  | Treat Huey Maks Mirny             | Juan Martín del Potro Donald Young        | Kyle Edmund Sam Querrey Steve Johnson Steve Darcis                    |
| 27 febbraio | Dubai Tennis Championships 2017 Dubai, Emirati Arabi Uniti ATP World Tour 500 $2.858.530 - Cemento - 32S/16Q/16D Singolare - Doppio | Andy Murray 6-3, 6-2                               | Fernando Verdasco                 | Lucas Pouille Robin Haase                 | Philipp Kohlschreiber Evgenij Donskoj Gaël Monfils Damir Džumhur      |
| 27 febbraio | Dubai Tennis Championships 2017 Dubai, Emirati Arabi Uniti ATP World Tour 500 $2.858.530 - Cemento - 32S/16Q/16D Singolare - Doppio | Jean-Julien Rojer Horia Tecău 4-6, 6-3, [10-3]     | Rohan Bopanna Marcin Matkowski    | Lucas Pouille Robin Haase                 | Philipp Kohlschreiber Evgenij Donskoj Gaël Monfils Damir Džumhur      |
| 27 febbraio | Abierto Mexicano de Tenis 2017 Acapulco, Messico ATP World Tour 500 $1.633.690 - Cemento - 32S/16Q/16D Singolare - Doppio           | Sam Querrey 6-3, 7–6(3)                            | Rafael Nadal                      | Nick Kyrgios Marin Čilić                  | Novak Đoković Dominic Thiem Steve Johnson Yoshihito Nishioka          |
| 27 febbraio | Abierto Mexicano de Tenis 2017 Acapulco, Messico ATP World Tour 500 $1.633.690 - Cemento - 32S/16Q/16D Singolare - Doppio           | Jamie Murray Bruno Soares 6-3, 6-3                 | John Isner Feliciano López        | Nick Kyrgios Marin Čilić                  | Novak Đoković Dominic Thiem Steve Johnson Yoshihito Nishioka          |
| 27 febbraio | Brasil Open 2017 San Paolo, Brasile ATP World Tour 250 $520.285 - Terra rossa - 28S/16Q/16D Singolare - Doppio                      | Pablo Cuevas 6(3)–7, 6-4, 6-4                      | Albert Ramos Viñolas              | Pablo Carreño Busta João Sousa            | Fabio Fognini Diego Schwartzman Federico Delbonis Guido Pella         |
| 27 febbraio | Brasil Open 2017 San Paolo, Brasile ATP World Tour 250 $520.285 - Terra rossa - 28S/16Q/16D Singolare - Doppio                      | Rogério Dutra Silva André Sá 7–6(5), 5-7, [10-7]   | Marcus Daniell Marcelo Demoliner  | Pablo Carreño Busta João Sousa            | Fabio Fognini Diego Schwartzman Federico Delbonis Guido Pella         |

### Marzo
| Settimana         | Torneo | Campione/i                                   | Finalista/i               | Semifinalisti                 | Eliminati ai quarti di finale                          |
| ----------------- | --- | -------------------------------------------- | ------------------------- | ----------------------------- | ------------------------------------------------------ |
| 6 marzo 19 marzo  | Indian Wells Open 2017 Indian Wells, Stati Uniti ATP World Tour Masters 1000 $7.913.405 - Cemento - 96S/48Q/32D Singolare - Doppio | Roger Federer 6-4, 7-5                       | Stan Wawrinka             | Pablo Carreño Busta Jack Sock | Pablo Cuevas Dominic Thiem Kei Nishikori Nick Kyrgios  |
| 6 marzo 19 marzo  | Indian Wells Open 2017 Indian Wells, Stati Uniti ATP World Tour Masters 1000 $7.913.405 - Cemento - 96S/48Q/32D Singolare - Doppio | Raven Klaasen Rajeev Ram 6(1)-7, 6-4, [10-8] | Łukasz Kubot Marcelo Melo | Pablo Carreño Busta Jack Sock | Pablo Cuevas Dominic Thiem Kei Nishikori Nick Kyrgios  |
| 20 marzo 2 aprile | Miami Open 2017 Miami, Stati Uniti ATP World Tour Masters 1000 $7.913.405 - Cemento - 96S/48Q/32D Singolare - Doppio               | Roger Federer 6-3, 6-4                       | Rafael Nadal              | Nick Kyrgios Fabio Fognini    | Alexander Zverev Tomáš Berdych Jack Sock Kei Nishikori |
| 20 marzo 2 aprile | Miami Open 2017 Miami, Stati Uniti ATP World Tour Masters 1000 $7.913.405 - Cemento - 96S/48Q/32D Singolare - Doppio               | Łukasz Kubot Marcelo Melo 7-5, 6-3           | Nicholas Monroe Jack Sock | Nick Kyrgios Fabio Fognini    | Alexander Zverev Tomáš Berdych Jack Sock Kei Nishikori |

### Aprile
| Settimana | Torneo | Campione/i                                                                | Finalista/i                                                     | Semifinalisti                | Eliminati ai quarti di finale                                       |
| --------- | --- | ------------------------------------------------------------------------- | --------------------------------------------------------------- | ---------------------------- | ------------------------------------------------------------------- |
| 3 aprile  | Coppa Davis 2017 Quarti di finale Charleroi, Belgio - Cemento (i) Brisbane, Australia - Cemento Rouen, Francia - Terra rossa (i) Belgrado, Serbia - Cemento (i) | Vincenti quarti di finale Belgio 3-2 Australia 3-2 Francia 4-1 Serbia 4-1 | Perdenti quarti di finale Italia Stati Uniti Regno Unito Spagna |                              |                                                                     |
| 10 aprile | U.S. Men's Clay Court Championships 2017 Houston, Stati Uniti d'America ATP World Tour 250 $600.345 - Terra marrone - 28S/16Q/16D Singolare - Doppio            | Steve Johnson 6-4, 4-6, 7–6(5)                                            | Thomaz Bellucci                                                 | Jack Sock Ernesto Escobedo   | Feliciano López Fernando Verdasco Sam Querrey John Isner            |
| 10 aprile | U.S. Men's Clay Court Championships 2017 Houston, Stati Uniti d'America ATP World Tour 250 $600.345 - Terra marrone - 28S/16Q/16D Singolare - Doppio            | Julio Peralta Horacio Zeballos 4-6, 7-5, [10-6]                           | Dustin Brown Frances Tiafoe                                     | Jack Sock Ernesto Escobedo   | Feliciano López Fernando Verdasco Sam Querrey John Isner            |
| 10 aprile | Grand Prix Hassan II 2017 Marrakech, Marocco ATP World Tour 250 €540.310 - Terra rossa - 28S/16Q/16D Singolare - Doppio                                         | Borna Ćorić 5-7, 7–6(3), 7-5                                              | Philipp Kohlschreiber                                           | Benoît Paire Jiří Veselý     | Tommy Robredo Jan-Lennard Struff Paolo Lorenzi Albert Ramos Viñolas |
| 10 aprile | Grand Prix Hassan II 2017 Marrakech, Marocco ATP World Tour 250 €540.310 - Terra rossa - 28S/16Q/16D Singolare - Doppio                                         | Dominic Inglot Mate Pavić 6-4, 2-6, [11-9]                                | Marcel Granollers Marc López                                    | Benoît Paire Jiří Veselý     | Tommy Robredo Jan-Lennard Struff Paolo Lorenzi Albert Ramos Viñolas |
| 17 aprile | Monte Carlo Masters 2017 Monte Carlo, Principato di Monaco ATP World Tour Masters 1000 €4.629.725 - Terra rossa - 56S/28Q/24D Singolare - Doppio                | Rafael Nadal 6-1, 6-3                                                     | Albert Ramos Viñolas                                            | Lucas Pouille David Goffin   | Marin Čilić Pablo Cuevas Diego Schwartzman Novak Đoković            |
| 17 aprile | Monte Carlo Masters 2017 Monte Carlo, Principato di Monaco ATP World Tour Masters 1000 €4.629.725 - Terra rossa - 56S/28Q/24D Singolare - Doppio                | Rohan Bopanna Pablo Cuevas 6-3, 3-6, [10-4]                               | Feliciano López Marc López                                      | Lucas Pouille David Goffin   | Marin Čilić Pablo Cuevas Diego Schwartzman Novak Đoković            |
| 24 aprile | Barcelona Open Banc Sabadell 2017 Barcellona, Spagna ATP World Tour 500 €2.604.340 - Terra rossa - 48S/24QS/16D/4QD Singolare - Doppio                          | Rafael Nadal 6-4, 6-1                                                     | Dominic Thiem                                                   | Andy Murray Horacio Zeballos | Albert Ramos Viñolas Yūichi Sugita Chung Hyeon Karen Chačanov       |
| 24 aprile | Barcelona Open Banc Sabadell 2017 Barcellona, Spagna ATP World Tour 500 €2.604.340 - Terra rossa - 48S/24QS/16D/4QD Singolare - Doppio                          | Florin Mergea Aisam-ul-Haq Qureshi 6-4, 6-3                               | Philipp Petzschner Alexander Peya                               | Andy Murray Horacio Zeballos | Albert Ramos Viñolas Yūichi Sugita Chung Hyeon Karen Chačanov       |
| 24 aprile | Gazprom Hungarian Open 2017 Budapest, Ungheria ATP World Tour 250 €540.310 - Terra rossa - 28S/32Q/16D Singolare - Doppio                                       | Lucas Pouille 6-3, 6-1                                                    | Aljaž Bedene                                                    | Paolo Lorenzi Laslo Đere     | Martin Kližan Andrej Kuznecov Fernando Verdasco Ivo Karlović        |
| 24 aprile | Gazprom Hungarian Open 2017 Budapest, Ungheria ATP World Tour 250 €540.310 - Terra rossa - 28S/32Q/16D Singolare - Doppio                                       | Brian Baker Nikola Mektić 7–6(2), 6-4                                     | Juan Sebastián Cabal Robert Farah                               | Paolo Lorenzi Laslo Đere     | Martin Kližan Andrej Kuznecov Fernando Verdasco Ivo Karlović        |

### Maggio
| Settimana          | Torneo | Campione/i                                           | Finalista/i                          | Semifinalisti                     | Eliminati ai quarti di finale                                      |
| ------------------ | --- | ---------------------------------------------------- | ------------------------------------ | --------------------------------- | ------------------------------------------------------------------ |
| 1º maggio          | Internazionali di Tennis di Baviera 2017 Monaco di Baviera, Germania ATP World Tour 250 €540.310 - Terra rossa - 28S/16Q/16D Singolare - Doppio | Alexander Zverev 6-4, 6-3                            | Guido Pella                          | Chung Hyeon Roberto Bautista Agut | Martin Kližan Horacio Zeballos Jan-Lennard Struff Yannick Hanfmann |
| 1º maggio          | Internazionali di Tennis di Baviera 2017 Monaco di Baviera, Germania ATP World Tour 250 €540.310 - Terra rossa - 28S/16Q/16D Singolare - Doppio | Juan Sebastián Cabal Robert Farah 6-3, 6-3           | Jérémy Chardy Fabrice Martin         | Chung Hyeon Roberto Bautista Agut | Martin Kližan Horacio Zeballos Jan-Lennard Struff Yannick Hanfmann |
| 1º maggio          | Millennium Estoril Open 2017 Cascais, Portogallo ATP World Tour 250 €540.310 - Terra rossa - 28S/16Q/16D Singolare - Doppio                     | Pablo Carreño Busta 6-2, 7–6(5)                      | Gilles Müller                        | David Ferrer Kevin Anderson       | Nicolás Almagro Ryan Harrison Tarō Daniel Richard Gasquet          |
| 1º maggio          | Millennium Estoril Open 2017 Cascais, Portogallo ATP World Tour 250 €540.310 - Terra rossa - 28S/16Q/16D Singolare - Doppio                     | Ryan Harrison Michael Venus 7-5, 6-2                 | David Marrero Tommy Robredo          | David Ferrer Kevin Anderson       | Nicolás Almagro Ryan Harrison Tarō Daniel Richard Gasquet          |
| 1º maggio          | TEB BNP Paribas Istanbul Open 2017 Istanbul, Turchia ATP World Tour 250 €540.310 - Terra Rossa - 28S/16Q/16D Singolare - Doppio                 | Marin Čilić 7–6(3), 6-3                              | Milos Raonic                         | Viktor Troicki Diego Schwartzman  | Bernard Tomić Laslo Đere Dušan Lajović Steve Darcis                |
| 1º maggio          | TEB BNP Paribas Istanbul Open 2017 Istanbul, Turchia ATP World Tour 250 €540.310 - Terra Rossa - 28S/16Q/16D Singolare - Doppio                 | Roman Jebavý Jiří Veselý 6-0, 6-0                    | Tuna Altuna Alessandro Motti         | Viktor Troicki Diego Schwartzman  | Bernard Tomić Laslo Đere Dušan Lajović Steve Darcis                |
| 8 maggio           | Mutua Madrid Open 2017 Madrid, Spagna ATP World Tour Masters 1000 €5.719.660 - Terra rossa - 56S/28Q/24D Singolare - Doppio                     | Rafael Nadal 7–6(8), 6-4                             | Dominic Thiem                        | Pablo Cuevas Novak Đoković        | Borna Ćorić Alexander Zverev David Goffin Kei Nishikori            |
| 8 maggio           | Mutua Madrid Open 2017 Madrid, Spagna ATP World Tour Masters 1000 €5.719.660 - Terra rossa - 56S/28Q/24D Singolare - Doppio                     | Łukasz Kubot Marcelo Melo 7-5, 6-3                   | Nicolas Mahut Édouard Roger-Vasselin | Pablo Cuevas Novak Đoković        | Borna Ćorić Alexander Zverev David Goffin Kei Nishikori            |
| 15 maggio          | Internazionali d'Italia 2017 Roma, Italia ATP World Tour Masters 1000 €4.300.755 - Terra rossa - 56S/28Q/24D Singolare - Doppio                 | Alexander Zverev 6-4, 6-3                            | Novak Đoković                        | John Isner Dominic Thiem          | Milos Raonic Marin Čilić Rafael Nadal Juan Martín del Potro        |
| 15 maggio          | Internazionali d'Italia 2017 Roma, Italia ATP World Tour Masters 1000 €4.300.755 - Terra rossa - 56S/28Q/24D Singolare - Doppio                 | Pierre-Hugues Herbert Nicolas Mahut 4-6, 6-4, [10-3] | Ivan Dodig Marcel Granollers         | John Isner Dominic Thiem          | Milos Raonic Marin Čilić Rafael Nadal Juan Martín del Potro        |
| 22 maggio          | Geneva Open 2017 Ginevra, Svizzera ATP World Tour 250 €540.310 - Terra rossa - 28S/16Q/16D Singolare - Doppio                                   | Stan Wawrinka 4-6, 6-3, 6-3                          | Miša Zverev                          | Andrej Kuznecov Kei Nishikori     | Sam Querrey Cedrik-Marcel Stebe Steve Johnson Kevin Anderson       |
| 22 maggio          | Geneva Open 2017 Ginevra, Svizzera ATP World Tour 250 €540.310 - Terra rossa - 28S/16Q/16D Singolare - Doppio                                   | Jean-Julien Rojer Horia Tecău 2-6, 7–6(9), [10-6]    | Juan Sebastián Cabal Robert Farah    | Andrej Kuznecov Kei Nishikori     | Sam Querrey Cedrik-Marcel Stebe Steve Johnson Kevin Anderson       |
| 22 maggio          | Open Parc Auvergne-Rhône-Alpes Lyon 2017 Lione, Francia ATP World Tour 250 €540.310 - Terra rossa - 28S/16Q/16D Singolare - Doppio              | Jo-Wilfried Tsonga 7–6(2), 7-5                       | Tomáš Berdych                        | Milos Raonic Nikoloz Basilašvili  | Gastão Elias Gilles Simon Nicolás Kicker Karen Chačanov            |
| 22 maggio          | Open Parc Auvergne-Rhône-Alpes Lyon 2017 Lione, Francia ATP World Tour 250 €540.310 - Terra rossa - 28S/16Q/16D Singolare - Doppio              | Andrés Molteni Adil Shamasdin 6-3, 3-6, [10-5]       | Marcus Daniell Marcelo Demoliner     | Milos Raonic Nikoloz Basilašvili  | Gastão Elias Gilles Simon Nicolás Kicker Karen Chačanov            |
| 29 maggio 5 giugno | Open di Francia 2017 Parigi, Francia Grande Slam €14,014,300 - Terra rossa - 128S/128Q/64D/32X Singolare - Doppio - Misto                       | Rafael Nadal 6-2, 6-3, 6-1                           | Stan Wawrinka                        | Andy Murray Dominic Thiem         | Kei Nishikori Marin Čilić Pablo Carreño Busta Novak Đoković        |
| 29 maggio 5 giugno | Open di Francia 2017 Parigi, Francia Grande Slam €14,014,300 - Terra rossa - 128S/128Q/64D/32X Singolare - Doppio - Misto                       | Ryan Harrison Michael Venus 7–6(5), 6(4)–7, 6-3      | Santiago González Donald Young       | Andy Murray Dominic Thiem         | Kei Nishikori Marin Čilić Pablo Carreño Busta Novak Đoković        |
| 29 maggio 5 giugno | Open di Francia 2017 Parigi, Francia Grande Slam €14,014,300 - Terra rossa - 128S/128Q/64D/32X Singolare - Doppio - Misto                       | Gabriela Dabrowski Rohan Bopanna 2-6, 6-2, [12-10]   | Anna-Lena Grönefeld Robert Farah     | Andy Murray Dominic Thiem         | Kei Nishikori Marin Čilić Pablo Carreño Busta Novak Đoković        |

### Giugno
| Settimana | Torneo | Campione/i                                          | Finalista/i                             | Semifinalisti                   | Eliminati ai quarti di finale                                    |
| --------- | --- | --------------------------------------------------- | --------------------------------------- | ------------------------------- | ---------------------------------------------------------------- |
| 12 giugno | Ricoh Open 2017 's-Hertogenbosch, Paesi Bassi ATP World Tour 250 €540.310 - Erba - 32S/16Q/16D Singolare - Doppio              | Gilles Müller 7–6(5), 7–6(4)                        | Ivo Karlović                            | Marin Čilić Alexander Zverev    | Vasek Pospisil Daniil Medvedev Aljaž Bedene Julien Benneteau     |
| 12 giugno | Ricoh Open 2017 's-Hertogenbosch, Paesi Bassi ATP World Tour 250 €540.310 - Erba - 32S/16Q/16D Singolare - Doppio              | Łukasz Kubot Marcelo Melo 6-3, 6-4                  | Raven Klaasen Rajeev Ram                | Marin Čilić Alexander Zverev    | Vasek Pospisil Daniil Medvedev Aljaž Bedene Julien Benneteau     |
| 12 giugno | Mercedes Cup 2017 Stoccarda, Germania ATP World Tour 250 €540.310 - Erba - 32S/16Q/16D Singolare - Doppio                      | Lucas Pouille 4-6, 7–6(5), 6-4                      | Feliciano López                         | Miša Zverev Benoît Paire        | Tommy Haas Tomáš Berdych Philipp Kohlschreiber Jerzy Janowicz    |
| 12 giugno | Mercedes Cup 2017 Stoccarda, Germania ATP World Tour 250 €540.310 - Erba - 32S/16Q/16D Singolare - Doppio                      | Jamie Murray Bruno Soares 6(4)–7, 7-5, [10-5]       | Oliver Marach Mate Pavić                | Miša Zverev Benoît Paire        | Tommy Haas Tomáš Berdych Philipp Kohlschreiber Jerzy Janowicz    |
| 19 giugno | [[G HalleOpen 2017]] Halle, Germania ATP World Tour 500 €1.826.275 - Erba - 28S/32Q/16D/4Q Singolare - Doppio                  | Roger Federer 6-1, 6-3                              | Alexander Zverev                        | Karen Chačanov Richard Gasquet  | Florian Mayer Andrej Rublëv Roberto Bautista Agut Robin Haase    |
| 19 giugno | [[G HalleOpen 2017]] Halle, Germania ATP World Tour 500 €1.826.275 - Erba - 28S/32Q/16D/4Q Singolare - Doppio                  | Łukasz Kubot Marcelo Melo 5-7, 6-3, [10-8]          | Alexander Zverev Miša Zverev            | Karen Chačanov Richard Gasquet  | Florian Mayer Andrej Rublëv Roberto Bautista Agut Robin Haase    |
| 19 giugno | Queen's Club Championships 2017 Londra, Gran Bretagna ATP World Tour 500 €1.928.610 - Erba - 56S/32Q/24D/4Q Singolare - Doppio | Feliciano López 4-6, 7–6(2), 7–6(8)                 | Marin Čilić                             | Gilles Müller Grigor Dimitrov   | Sam Querrey Donald Young Daniil Medvedev Tomáš Berdych           |
| 19 giugno | Queen's Club Championships 2017 Londra, Gran Bretagna ATP World Tour 500 €1.928.610 - Erba - 56S/32Q/24D/4Q Singolare - Doppio | Jamie Murray Bruno Soares 6-2, 6-3                  | Julien Benneteau Édouard Roger-Vasselin | Gilles Müller Grigor Dimitrov   | Sam Querrey Donald Young Daniil Medvedev Tomáš Berdych           |
| 26 giugno | AEGON International 2017 Eastbourne, Gran Bretagna ATP World Tour 250 €540.310 - Erba - 28S/16Q/16D Singolare - Doppio         | Novak Đoković 6-3, 6-4                              | Gaël Monfils                            | Daniil Medvedev Richard Gasquet | Donald Young Steve Johnson John Isner Bernard Tomić              |
| 26 giugno | AEGON International 2017 Eastbourne, Gran Bretagna ATP World Tour 250 €540.310 - Erba - 28S/16Q/16D Singolare - Doppio         | Bob Bryan Mike Bryan 6(4)–7, 6-4, [10-3]            | Rohan Bopanna André Sá                  | Daniil Medvedev Richard Gasquet | Donald Young Steve Johnson John Isner Bernard Tomić              |
| 26 giugno | Antalya Open 2017 Adalia, Turchia ATP World Tour 250 €540.310 - Erba - 28S/16Q/16D Singolare - Doppio                          | Yūichi Sugita 6-1, 7–6(4)                           | Adrian Mannarino                        | Marcos Baghdatis Andreas Seppi  | Ramkumar Ramanathan Daniel Altmaier Fernando Verdasco Radu Albot |
| 26 giugno | Antalya Open 2017 Adalia, Turchia ATP World Tour 250 €540.310 - Erba - 28S/16Q/16D Singolare - Doppio                          | Robert Lindstedt Aisam-ul-Haq Qureshi 7-5, 4-1 rit. | Oliver Marach Mate Pavić                | Marcos Baghdatis Andreas Seppi  | Ramkumar Ramanathan Daniel Altmaier Fernando Verdasco Radu Albot |

### Luglio
| Settimana          | Torneo | Campione/i                                             | Finalista/i                               | Semifinalisti                           | Eliminati ai quarti di finale                                         |
| ------------------ | --- | ------------------------------------------------------ | ----------------------------------------- | --------------------------------------- | --------------------------------------------------------------------- |
| 3 luglio 10 luglio | Torneo di Wimbledon 2017 Londra, Gran Bretagna Grande Slam £14.840.000 - Erba - 128S/128Q/64D/16Q/48X Singolare - Doppio - Doppio misto | Roger Federer 6-3, 6-1, 6-4                            | Marin Čilić                               | Sam Querrey Tomáš Berdych               | Andy Murray Gilles Müller Milos Raonic Novak Đoković                  |
| 3 luglio 10 luglio | Torneo di Wimbledon 2017 Londra, Gran Bretagna Grande Slam £14.840.000 - Erba - 128S/128Q/64D/16Q/48X Singolare - Doppio - Doppio misto | Łukasz Kubot Marcelo Melo 5-7, 7-5, 7–6(2), 3-6, 13-11 | Oliver Marach Mate Pavić                  | Sam Querrey Tomáš Berdych               | Andy Murray Gilles Müller Milos Raonic Novak Đoković                  |
| 3 luglio 10 luglio | Torneo di Wimbledon 2017 Londra, Gran Bretagna Grande Slam £14.840.000 - Erba - 128S/128Q/64D/16Q/48X Singolare - Doppio - Doppio misto | Jamie Murray Martina Hingis 6-4, 6-4                   | Henri Kontinen Heather Watson             | Sam Querrey Tomáš Berdych               | Andy Murray Gilles Müller Milos Raonic Novak Đoković                  |
| 17 luglio          | Dell Technologies Hall of Fame Open 2017 Newport, Stati Uniti ATP World Tour 250 $600.345 - Erba - 28S/16Q/16D Singolare - Doppio       | John Isner 6-3, 7–6(4)                                 | Matthew Ebden                             | Bjorn Fratangelo Peter Gojowczyk        | Dennis Novikov Pierre-Hugues Herbert Tobias Kamke Ivo Karlović        |
| 17 luglio          | Dell Technologies Hall of Fame Open 2017 Newport, Stati Uniti ATP World Tour 250 $600.345 - Erba - 28S/16Q/16D Singolare - Doppio       | Aisam-ul-Haq Qureshi Rajeev Ram 6-4, 4-6, [10-7]       | Matt Reid John-Patrick Smith              | Bjorn Fratangelo Peter Gojowczyk        | Dennis Novikov Pierre-Hugues Herbert Tobias Kamke Ivo Karlović        |
| 17 luglio          | SkiStar Swedish Open 2017 Båstad, Svezia ATP World Tour 250 €540.310 - Terra rossa - 28S/16Q/16D Singolare - Doppio                     | David Ferrer 6-4, 6-4                                  | Aleksandr Dolhopolov                      | Andrej Kuznecov Fernando Verdasco       | Diego Schwartzman Karen Chačanov Henri Laaksonen Albert Ramos Viñolas |
| 17 luglio          | SkiStar Swedish Open 2017 Båstad, Svezia ATP World Tour 250 €540.310 - Terra rossa - 28S/16Q/16D Singolare - Doppio                     | Julian Knowle Philipp Petzschner 6-2, 3-6, [10-7]      | Sander Arends Matwé Middelkoop            | Andrej Kuznecov Fernando Verdasco       | Diego Schwartzman Karen Chačanov Henri Laaksonen Albert Ramos Viñolas |
| 17 luglio          | Plava Laguna Croatia Open Umag 2017 Umago, Croazia ATP World Tour 250 €540.310 - Terra rossa - 28S/16Q/16D Singolare - Doppio           | Andrej Rublëv 6-4, 6-2                                 | Paolo Lorenzi                             | Ivan Dodig Alessandro Giannessi         | David Goffin Fabio Fognini Jiří Veselý Rogério Dutra Silva            |
| 17 luglio          | Plava Laguna Croatia Open Umag 2017 Umago, Croazia ATP World Tour 250 €540.310 - Terra rossa - 28S/16Q/16D Singolare - Doppio           | Guillermo Durán Andrés Molteni 6-3, 6(4)–7, [10-6]     | Marin Draganja Tomislav Draganja          | Ivan Dodig Alessandro Giannessi         | David Goffin Fabio Fognini Jiří Veselý Rogério Dutra Silva            |
| 24 luglio          | German Open 2017 Amburgo, Germania ATP World Tour 500 €1.629.375 - Terra rossa - 32S/16Q/16D/4Q Singolare - Doppio                      | Leonardo Mayer 6-4, 4-6, 6-3                           | Florian Mayer                             | Federico Delbonis Philipp Kohlschreiber | Jiří Veselý Karen Chačanov Nicolás Kicker Diego Schwartzman           |
| 24 luglio          | German Open 2017 Amburgo, Germania ATP World Tour 500 €1.629.375 - Terra rossa - 32S/16Q/16D/4Q Singolare - Doppio                      | Ivan Dodig Mate Pavić 6-3, 6-4                         | Pablo Cuevas Marc López                   | Federico Delbonis Philipp Kohlschreiber | Jiří Veselý Karen Chačanov Nicolás Kicker Diego Schwartzman           |
| 24 luglio          | BB&T Atlanta Open 2017 Atlanta, Stati Uniti ATP World Tour 250 $720.410 - Cemento - 28S/16Q/16D Singolare - Doppio                      | John Isner 7–6(6), 7–6(7)                              | Ryan Harrison                             | Kyle Edmund Gilles Müller               | Jack Sock Christopher Eubanks Tommy Paul Lukáš Lacko                  |
| 24 luglio          | BB&T Atlanta Open 2017 Atlanta, Stati Uniti ATP World Tour 250 $720.410 - Cemento - 28S/16Q/16D Singolare - Doppio                      | Bob Bryan Mike Bryan 6-3, 6-4                          | Wesley Koolhof Artem Sitak                | Kyle Edmund Gilles Müller               | Jack Sock Christopher Eubanks Tommy Paul Lukáš Lacko                  |
| 24 luglio          | J. Safra Sarasin Swiss Open Gstaad 2017 Gstaad, Svizzera ATP World Tour 250 €540.310 - Terra rossa - 28S/16Q/16D Singolare - Doppio     | Fabio Fognini 6-4, 7-5                                 | Yannick Hanfmann                          | Robin Haase Roberto Bautista Agut       | David Goffin Ernests Gulbis Denis Istomin João Sousa                  |
| 24 luglio          | J. Safra Sarasin Swiss Open Gstaad 2017 Gstaad, Svizzera ATP World Tour 250 €540.310 - Terra rossa - 28S/16Q/16D Singolare - Doppio     | Oliver Marach Philipp Oswald 6-3, 4-6, [10-8]          | Jonathan Eysseric Franko Škugor           | Robin Haase Roberto Bautista Agut       | David Goffin Ernests Gulbis Denis Istomin João Sousa                  |
| 31 luglio          | Citi Open 2017 Washington, Stati Uniti d'America ATP World Tour 500 $2.002.460 - Cemento - 48S/24Q/16D/4Q Singolare - Doppio            | Alexander Zverev 6-4, 6-4                              | Kevin Anderson                            | Kei Nishikori Jack Sock                 | Yuki Bhambri Milos Raonic Daniil Medvedev Tommy Paul                  |
| 31 luglio          | Citi Open 2017 Washington, Stati Uniti d'America ATP World Tour 500 $2.002.460 - Cemento - 48S/24Q/16D/4Q Singolare - Doppio            | Henri Kontinen John Peers 7–6(5), 6-4                  | Łukasz Kubot Marcelo Melo                 | Kei Nishikori Jack Sock                 | Yuki Bhambri Milos Raonic Daniil Medvedev Tommy Paul                  |
| 31 luglio          | Abierto Mexicano Los Cabos Open 2017 Los Cabos, Messico ATP World Tour 250 $727.995 - Cemento - 28S/16Q/16D Singolare - Doppio          | Sam Querrey 6-3, 3-6, 6-2                              | Thanasi Kokkinakis                        | Tomáš Berdych Damir Džumhur             | Adrian Mannarino Taylor Fritz Feliciano López Vincent Millot          |
| 31 luglio          | Abierto Mexicano Los Cabos Open 2017 Los Cabos, Messico ATP World Tour 250 $727.995 - Cemento - 28S/16Q/16D Singolare - Doppio          | Juan Sebastián Cabal Treat Huey 6-2, 6-3               | Sergio Galdós Roberto Maytín              | Tomáš Berdych Damir Džumhur             | Adrian Mannarino Taylor Fritz Feliciano López Vincent Millot          |
| 31 luglio          | Generali Open 2017 Kitzbühel, Austria ATP World Tour 250 €540.310 - Terra rossa - 28S/16Q/16D Singolare - Doppio                        | Philipp Kohlschreiber 6-3, 6-4                         | João Sousa                                | Sebastian Ofner Fabio Fognini           | Renzo Olivo Gerald Melzer Dušan Lajović Thomaz Bellucci               |
| 31 luglio          | Generali Open 2017 Kitzbühel, Austria ATP World Tour 250 €540.310 - Terra rossa - 28S/16Q/16D Singolare - Doppio                        | Pablo Cuevas Guillermo Durán 6-4, 4-6, [12-10]         | Hans Podlipnik-Castillo Andrėj Vasileŭski | Sebastian Ofner Fabio Fognini           | Renzo Olivo Gerald Melzer Dušan Lajović Thomaz Bellucci               |

### Agosto
| Settimana             | Torneo | Campione/i                                           | Finalista/i                    | Semifinalisti                             | Eliminati ai quarti di finale                                           |
| --------------------- | --- | ---------------------------------------------------- | ------------------------------ | ----------------------------------------- | ----------------------------------------------------------------------- |
| 7 agosto              | Canadian Open 2017 Montréal, Canada ATP World Tour Masters 1000 4 917 120 $ - Cemento - 56S/24Q/24D Singolare - Doppio          | Alexander Zverev 6-3, 6-4                            | Roger Federer                  | Denis Shapovalov Robin Haase              | Adrian Mannarino Kevin Anderson Diego Schwartzman Roberto Bautista Agut |
| 7 agosto              | Canadian Open 2017 Montréal, Canada ATP World Tour Masters 1000 4 917 120 $ - Cemento - 56S/24Q/24D Singolare - Doppio          | Pierre-Hugues Herbert Nicolas Mahut 6-4, 3-6, [10-6] | Rohan Bopanna Ivan Dodig       | Denis Shapovalov Robin Haase              | Adrian Mannarino Kevin Anderson Diego Schwartzman Roberto Bautista Agut |
| 14 agosto             | Cincinnati Open 2017 Cincinnati, Stati Uniti ATP World Tour Masters 1000 5 244 930 $ - Cemento - 56S/28Q/24D Singolare - Doppio | Grigor Dimitrov 6-3, 7-5                             | Nick Kyrgios                   | David Ferrer John Isner                   | Rafael Nadal Dominic Thiem Jared Donaldson Yūichi Sugita                |
| 14 agosto             | Cincinnati Open 2017 Cincinnati, Stati Uniti ATP World Tour Masters 1000 5 244 930 $ - Cemento - 56S/28Q/24D Singolare - Doppio | Pierre-Hugues Herbert Nicolas Mahut 7–6(6), 6-4      | Jamie Murray Bruno Soares      | David Ferrer John Isner                   | Rafael Nadal Dominic Thiem Jared Donaldson Yūichi Sugita                |
| 21 agosto             | Winston-Salem Open 2017 Winston-Salem, Stati Uniti ATP World Tour 250 748 960 $ - Cemento - 48S/32Q/16D Singolare - Doppio      | Roberto Bautista Agut 6-4, 6-4                       | Damir Džumhur                  | Jan-Lennard Struff Kyle Edmund            | Taylor Fritz Borna Ćorić Steve Johnson Chung Hyeon                      |
| 21 agosto             | Winston-Salem Open 2017 Winston-Salem, Stati Uniti ATP World Tour 250 748 960 $ - Cemento - 48S/32Q/16D Singolare - Doppio      | Jean-Julien Rojer Horia Tecău 6-3, 6-4               | Julio Peralta Horacio Zeballos | Jan-Lennard Struff Kyle Edmund            | Taylor Fritz Borna Ćorić Steve Johnson Chung Hyeon                      |
| 28 agosto 4 settembre | US Open 2017 New York, Stati Uniti Grande Slam 24 193 400 $ - Cemento 128S/128Q/64D/32X Singolare - Doppio - Doppio misto       | Rafael Nadal 6-3, 6-3, 6-4                           | Kevin Anderson                 | Juan Martín del Potro Pablo Carreño Busta | Andrej Rublëv Roger Federer Sam Querrey Diego Schwartzman               |
| 28 agosto 4 settembre | US Open 2017 New York, Stati Uniti Grande Slam 24 193 400 $ - Cemento 128S/128Q/64D/32X Singolare - Doppio - Doppio misto       | Jean-Julien Rojer Horia Tecău 6-4, 6-3               | Feliciano López Marc López     | Juan Martín del Potro Pablo Carreño Busta | Andrej Rublëv Roger Federer Sam Querrey Diego Schwartzman               |
| 28 agosto 4 settembre | US Open 2017 New York, Stati Uniti Grande Slam 24 193 400 $ - Cemento 128S/128Q/64D/32X Singolare - Doppio - Doppio misto       | Jamie Murray Martina Hingis 6-1, 4-6, [10-8]         | Michael Venus Chan Hao-ching   | Juan Martín del Potro Pablo Carreño Busta | Andrej Rublëv Roger Federer Sam Querrey Diego Schwartzman               |

### Settembre
| Settimana    | Torneo | Campione/i                                       | Finalista/i                          | Semifinalisti                            | Eliminati ai quarti di finale                                   |
| ------------ | --- | ------------------------------------------------ | ------------------------------------ | ---------------------------------------- | --------------------------------------------------------------- |
| 11 settembre | Coppa Davis 2017 Semifinali Bruxelles, Belgio - Terra rossa (i) Lilla, Francia - Terra rossa                                      | Vincenti semifinali Belgio 3-2 Francia 3-1       | Perdenti semifinali Australia Serbia |                                          |                                                                 |
| 18 settembre | St. Petersburg Open 2017 San Pietroburgo, Russia ATP World Tour 250 1 064 715 € - Cemento indoor - 28S/16Q/16D Singolare - Doppio | Damir Džumhur 3-6, 6-4, 6-2                      | Fabio Fognini                        | Roberto Bautista Agut Jan-Lennard Struff | Viktor Troicki Ričardas Berankis Liam Broady Jo-Wilfried Tsonga |
| 18 settembre | St. Petersburg Open 2017 San Pietroburgo, Russia ATP World Tour 250 1 064 715 € - Cemento indoor - 28S/16Q/16D Singolare - Doppio | Roman Jebavý Matwé Middelkoop 6-4, 6-4           | Julio Peralta Horacio Zeballos       | Roberto Bautista Agut Jan-Lennard Struff | Viktor Troicki Ričardas Berankis Liam Broady Jo-Wilfried Tsonga |
| 18 settembre | Moselle Open 2017 Metz, Francia ATP World Tour 250 540 310 € - Cemento indoor - 28S/16Q/16D Singolare - Doppio                    | Peter Gojowczyk 7-5, 6-2                         | Benoît Paire                         | Mischa Zverev Nikoloz Basilašvili        | Kenny de Schepper Marius Copil Denis Istomin David Goffin       |
| 18 settembre | Moselle Open 2017 Metz, Francia ATP World Tour 250 540 310 € - Cemento indoor - 28S/16Q/16D Singolare - Doppio                    | Julien Benneteau Édouard Roger-Vasselin 7-5, 6-3 | Wesley Koolhof Artem Sitak           | Mischa Zverev Nikoloz Basilašvili        | Kenny de Schepper Marius Copil Denis Istomin David Goffin       |
| 25 settembre | Shenzhen Open 2017 Shenzhen, Cina ATP World Tour 250 $704.140 - Cemento - 28S/16Q/16D Singolare - Doppio                          | David Goffin 6-4, 6(5)–7, 6-3                    | Aleksandr Dolhopolov                 | Damir Džumhur Henri Laaksonen            | Alexander Zverev Dudi Sela Zhang Zhizhen Donald Young           |
| 25 settembre | Shenzhen Open 2017 Shenzhen, Cina ATP World Tour 250 $704.140 - Cemento - 28S/16Q/16D Singolare - Doppio                          | Alexander Peya Rajeev Ram 6-3, 6-2               | Nikola Mektić Nicholas Monroe        | Damir Džumhur Henri Laaksonen            | Alexander Zverev Dudi Sela Zhang Zhizhen Donald Young           |
| 25 settembre | Chengdu Open 2017 Chengdu, Cina ATP World Tour 250 $951.235 - Cemento - 28S/16S/16D Singolare - Doppio                            | Denis Istomin 3-2 rit.                           | Marcos Baghdatis                     | Guido Pella Yūichi Sugita                | Taylor Fritz Lu Yen-hsun Jared Donaldson Dušan Lajović          |
| 25 settembre | Chengdu Open 2017 Chengdu, Cina ATP World Tour 250 $951.235 - Cemento - 28S/16S/16D Singolare - Doppio                            | Jonathan Erlich Aisam-ul-Haq Qureshi 6-3, 7–6(3) | Marcus Daniell Marcelo Demoliner     | Guido Pella Yūichi Sugita                | Taylor Fritz Lu Yen-hsun Jared Donaldson Dušan Lajović          |

### Ottobre
| Settimana  | Torneo | Campione/i                                        | Finalista/i                            | Semifinalisti                      | Eliminati ai quarti di finale                                         |
| ---------- | --- | ------------------------------------------------- | -------------------------------------- | ---------------------------------- | --------------------------------------------------------------------- |
| 2 ottobre  | China Open 2017 Pechino, Cina ATP World Tour 500 $4.164.780 - Cemento - 32S/16Q/16D Singolare - Doppio                        | Rafael Nadal 6-2, 6-1                             | Nick Kyrgios                           | Grigor Dimitrov Alexander Zverev   | John Isner Roberto Bautista Agut Steve Darcis Andrej Rublëv           |
| 2 ottobre  | China Open 2017 Pechino, Cina ATP World Tour 500 $4.164.780 - Cemento - 32S/16Q/16D Singolare - Doppio                        | Henri Kontinen John Peers 6-3, 3-6, [10-7]        | John Isner Jack Sock                   | Grigor Dimitrov Alexander Zverev   | John Isner Roberto Bautista Agut Steve Darcis Andrej Rublëv           |
| 2 ottobre  | Japan Open Tennis Championships 2017 Tokyo, Giappone ATP World Tour 500 $1.665.945 - Cemento - 32S/16Q/16D Singolare - Doppio | David Goffin 6-3, 7-5                             | Adrian Mannarino                       | Marin Čilić Diego Schwartzman      | Ryan Harrison Yūichi Sugita Richard Gasquet Steve Johnson             |
| 2 ottobre  | Japan Open Tennis Championships 2017 Tokyo, Giappone ATP World Tour 500 $1.665.945 - Cemento - 32S/16Q/16D Singolare - Doppio | Ben McLachlan Yasutaka Uchiyama 6-4, 7-6(1)       | Jamie Murray Bruno Soares              | Marin Čilić Diego Schwartzman      | Ryan Harrison Yūichi Sugita Richard Gasquet Steve Johnson             |
| 9 ottobre  | Shanghai Masters 2017 Shanghai, Cina ATP World Tour Masters 1000 $7.655.640 - Cemento - 56S/28Q/24D Singolare - Doppio        | Roger Federer 6-4, 6-3                            | Rafael Nadal                           | Marin Čilić Juan Martín del Potro  | Grigor Dimitrov Albert Ramos Viñolas Viktor Troicki Richard Gasquet   |
| 9 ottobre  | Shanghai Masters 2017 Shanghai, Cina ATP World Tour Masters 1000 $7.655.640 - Cemento - 56S/28Q/24D Singolare - Doppio        | Henri Kontinen John Peers 6-4, 6-2                | Łukasz Kubot Marcelo Melo              | Marin Čilić Juan Martín del Potro  | Grigor Dimitrov Albert Ramos Viñolas Viktor Troicki Richard Gasquet   |
| 16 ottobre | Kremlin Cup 2017 Mosca, Russia ATP World Tour 250 $919.220 - Cemento indoor - 28S/32Q/16D Singolare - Doppio                  | Damir Džumhur 6-2, 1-6, 6-4                       | Ričardas Berankis                      | Mirza Bašić Adrian Mannarino       | Daniil Medvedev Andreas Seppi Dudi Sela Aleksandr Bublik              |
| 16 ottobre | Kremlin Cup 2017 Mosca, Russia ATP World Tour 250 $919.220 - Cemento indoor - 28S/32Q/16D Singolare - Doppio                  | Maks Mirny Philipp Oswald 6-3, 7-5                | Damir Džumhur Antonio Šančić           | Mirza Bašić Adrian Mannarino       | Daniil Medvedev Andreas Seppi Dudi Sela Aleksandr Bublik              |
| 16 ottobre | European Open 2017 Anversa, Belgio ATP World Tour 250 €635.645 - Cemento indoor - 28S/32Q/16D Singolare - Doppio              | Jo-Wilfried Tsonga 6-3, 7-5                       | Diego Schwartzman                      | Stefanos Tsitsipas Ruben Bemelmans | David Goffin David Ferrer João Sousa Julien Benneteau                 |
| 16 ottobre | European Open 2017 Anversa, Belgio ATP World Tour 250 €635.645 - Cemento indoor - 28S/32Q/16D Singolare - Doppio              | Scott Lipsky Divij Sharan 6-4, 2-6, [10-5]        | Santiago González Julio Peralta        | Stefanos Tsitsipas Ruben Bemelmans | David Goffin David Ferrer João Sousa Julien Benneteau                 |
| 16 ottobre | Stockholm Open 2017 Stoccolma, Svezia ATP World Tour 250 €635.645 - Cemento indoor - 28S/32Q/16D Singolare - Doppio           | Juan Martín del Potro 6-4, 6-2                    | Grigor Dimitrov                        | Fabio Fognini Fernando Verdasco    | Miša Zverev Jack Sock Yūichi Sugita Kevin Anderson                    |
| 16 ottobre | Stockholm Open 2017 Stoccolma, Svezia ATP World Tour 250 €635.645 - Cemento indoor - 28S/32Q/16D Singolare - Doppio           | Oliver Marach Mate Pavić 3-6, 7–6(6), [10-4]      | Aisam-ul-Haq Qureshi Jean-Julien Rojer | Fabio Fognini Fernando Verdasco    | Miša Zverev Jack Sock Yūichi Sugita Kevin Anderson                    |
| 23 ottobre | Vienna Open 2017 Vienna, Austria ATP World Tour 500 €2.467.310 - Cemento indoor - 32S/16Q/16D Singolare - Doppio              | Lucas Pouille 6-1, 6-4                            | Jo-Wilfried Tsonga                     | Philipp Kohlschreiber Kyle Edmund  | Alexander Zverev Diego Schwartzman Jan-Lennard Struff Richard Gasquet |
| 23 ottobre | Vienna Open 2017 Vienna, Austria ATP World Tour 500 €2.467.310 - Cemento indoor - 32S/16Q/16D Singolare - Doppio              | Rohan Bopanna Pablo Cuevas 7–6(7), 6(4)–7, [11-9] | Marcelo Demoliner Sam Querrey          | Philipp Kohlschreiber Kyle Edmund  | Alexander Zverev Diego Schwartzman Jan-Lennard Struff Richard Gasquet |
| 23 ottobre | Swiss Indoors Basel 2017 Basilea, Svizzera ATP World Tour 500 €2.151.985 - Cemento indoor - 32S/16Q/16D Singolare - Doppio    | Roger Federer 6(5)–7, 6-4, 6-3                    | Juan Martín del Potro                  | David Goffin Marin Čilić           | Adrian Mannarino Jack Sock Roberto Bautista Agut Márton Fucsovics     |
| 23 ottobre | Swiss Indoors Basel 2017 Basilea, Svizzera ATP World Tour 500 €2.151.985 - Cemento indoor - 32S/16Q/16D Singolare - Doppio    | Ivan Dodig Marcel Granollers 7-5, 7–6(6)          | Fabrice Martin Édouard Roger-Vasselin  | David Goffin Marin Čilić           | Adrian Mannarino Jack Sock Roberto Bautista Agut Márton Fucsovics     |
| 30 ottobre | Paris Masters 2017 Parigi, Francia ATP World Tour Masters 1000 €4.300.755 - Cemento indoor - 48S/24Q/24D Singolare - Doppio   | Jack Sock 5-7, 6-4, 6-1                           | Filip Krajinović                       | John Isner Julien Benneteau        | Rafael Nadal Juan Martín del Potro Marin Čilić Fernando Verdasco      |
| 30 ottobre | Paris Masters 2017 Parigi, Francia ATP World Tour Masters 1000 €4.300.755 - Cemento indoor - 48S/24Q/24D Singolare - Doppio   | Łukasz Kubot Marcelo Melo 7–6(3), 3-6, [10-6]     | Ivan Dodig Marcel Granollers           | John Isner Julien Benneteau        | Rafael Nadal Juan Martín del Potro Marin Čilić Fernando Verdasco      |

### Novembre
| Settimana   | Torneo | Campione/i                         | Finalista/i               | Semifinalisti               | Eliminati ai quarti di finale                                                                                                   |
| ----------- | --- | ---------------------------------- | ------------------------- | --------------------------- | --- |
| 6 novembre  | Next Generation ATP Finals 2017 Milano, Italia Next Gen ATP Finals $1.275.000 - Cemento indoor - 8S (RR) Singolare | Chung Hyeon 36-4, 4-32, 4-2, 4-2   | Andrej Rublëv             | Daniil Medvedev Borna Ćorić | Round robin Gruppo A Denis Shapovalov Gianluigi Quinzi Gruppo B Karen Chačanov Jared Donaldson                                  |
| 13 novembre | Nitto ATP Finals 2017 Londra, Gran Bretagna ATP Finals $8.000.000 - Cemento indoor - 8S/8D (RR) Singolare - Doppio | Grigor Dimitrov 7-5, 4-6, 6-3      | David Goffin              | Jack Sock Roger Federer     | Round Robin Gruppo Pete Sampras Dominic Thiem Pablo Carreño Busta Rafael Nadal Gruppo Boris Becker Alexander Zverev Marin Čilić |
| 13 novembre | Nitto ATP Finals 2017 Londra, Gran Bretagna ATP Finals $8.000.000 - Cemento indoor - 8S/8D (RR) Singolare - Doppio | Henri Kontinen John Peers 6-4, 6-2 | Łukasz Kubot Marcelo Melo | Jack Sock Roger Federer     | Round Robin Gruppo Pete Sampras Dominic Thiem Pablo Carreño Busta Rafael Nadal Gruppo Boris Becker Alexander Zverev Marin Čilić |
| 20 novembre | Coppa Davis 2017 Finale Lilla, Francia - Cemento indoor                                                            | Francia 3-2                        | Belgio                    |                             | |

## Ranking a fine anno

### Singolare
| #   | Giocatore           | Punti  | Rank. 2016 | /       |
| 1.  | Rafael Nadal        | 10.645 | 9          | 8       |
| 2.  | Roger Federer       | 9.605  | 16         | 14      |
| 3.  | Grigor Dimitrov     | 5.150  | 17         | 14      |
| 4.  | Alexander Zverev    | 4.610  | 24         | 20      |
| 5.  | Dominic Thiem       | 4.015  | 8          | 3       |
| 6.  | Marin Čilić         | 3.805  | 6          | Stabile |
| 7.  | David Goffin        | 3.775  | 11         | 4       |
| 8.  | Jack Sock           | 3.165  | 23         | 15      |
| 9.  | Stan Wawrinka       | 3.150  | 4          | 5       |
| 10. | Pablo Carreño Busta | 2.615  | 30         | 20      |

Nel corso della stagione due tennisti hanno occupato la prima posizione:
- A. Murray = fine 2017 – 20 agosto 2017
- Nadal = 21 agosto – fine anno

### Doppio
| #   | Giocatore         | Punti | Rank. 2016 | /  |
| 1.  | Marcelo Melo      | 9.220 | 8          | 7  |
| 2.  | Łukasz Kubot      | 9.220 | 24         | 22 |
| 3.  | Henri Kontinen    | 8.540 | 7          | 4  |
| 4.  | John Peers        | 8.540 | 9          | 5  |
| 5.  | Ivan Dodig        | 5.550 | 8          | 3  |
| 6.  | Nicolas Mahut     | 5.535 | 1          | 5  |
| 7.  | Jean-Julien Rojer | 5.130 | 27         | 20 |
| 8.  | Horia Tecău       | 5.070 | 19         | 11 |
| 9.  | Jamie Murray      | 4.980 | 4          | 5  |
| 10. | Bruno Soares      | 4.980 | 3          | 7  |

Nel corso della stagione tre tennisti hanno occupato la prima posizione:
- Mahut = fine 2016 – 2 aprile 2017
- Kontinen = 3 aprile – 16 luglio
- Melo = 17 luglio – 20 agosto
- Kontinen = 21 agosto – 5 novembre
- Melo = 6 novembre – fine anno

## Informazioni statistiche
| Grande Slam                 |
| ATP Finals                  |
| ATP World Tour Masters 1000 |
| ATP World Tour 500          |
| ATP World Tour 250          |

### Titoli vinti per giocatore
| Titoli | Giocatore              | S | D | X | S | D | S | D | S | D | S | D | S | D | X |
| ------ | ---------------------- | - | - | - | - | - | - | - | - | - | - | - | - | - | - |
| 7      | Roger Federer          | ● |   |   |   |   | ● |   | ● |   |   |   | 7 | 0 | 0 |
| 6      | Alexander Zverev       |   |   |   |   |   | ● |   | ● |   | ● | ● | 5 | 1 | 0 |
| 6      | Rafael Nadal           | ● |   |   |   |   | ● |   | ● |   |   |   | 6 | 0 | 0 |
| 5      | Jamie Murray           |   |   | ● |   |   |   |   |   | ● |   | ● | 0 | 3 | 2 |
| 5      | Łukasz Kubot           |   | ● |   |   |   |   | ● |   | ● |   | ● | 0 | 5 | 0 |
| 5      | Marcelo Melo           |   | ● |   |   |   |   | ● |   | ● |   | ● | 0 | 5 | 0 |
| 4      | Jean-Julien Rojer      |   | ● |   |   |   |   |   |   | ● |   | ● | 0 | 4 | 0 |
| 4      | Horia Tecău            |   | ● |   |   |   |   |   |   | ● |   | ● | 0 | 4 | 0 |
| 4      | Juan Sebastián Cabal   |   |   | ● |   |   |   |   |   |   |   | ● | 0 | 3 | 1 |
| 4      | Nicolas Mahut          |   |   |   |   |   |   | ● |   |   |   | ● | 0 | 4 | 0 |
| 4      | Pablo Cuevas           |   |   |   |   |   |   | ● |   | ● | ● | ● | 1 | 3 | 0 |
| 4      | Aisam-ul-Haq Qureshi   |   |   |   |   |   |   |   |   | ● |   | ● | 0 | 4 | 0 |
| 4      | Rajeev Ram             |   |   |   |   |   |   | ● |   |   |   | ● | 0 | 4 | 0 |
| 3      | Ryan Harrison          |   | ● |   |   |   |   |   |   |   | ● | ● | 1 | 2 | 0 |
| 3      | Rohan Bopanna          |   |   | ● |   |   |   | ● |   |   |   | ● | 0 | 2 | 1 |
| 3      | Grigor Dimitrov        |   |   |   |   |   | ● |   |   |   | ● |   | 3 | 0 | 0 |
| 3      | Pierre-Hugues Herbert  |   |   |   |   |   |   | ● |   |   |   |   | 0 | 3 | 0 |
| 3      | Bruno Soares           |   |   |   |   |   |   |   |   | ● |   | ● | 0 | 3 | 0 |
| 3      | Jo-Wilfried Tsonga     |   |   |   |   |   |   |   | ● |   | ● |   | 3 | 0 | 0 |
| 2      | Henri Kontinen         |   | ● |   |   |   |   |   |   | ● |   |   | 0 | 2 | 0 |
| 2      | John Peers             |   | ● |   |   |   |   |   |   | ● |   |   | 0 | 2 | 0 |
| 2      | Michael Venus          |   | ● |   |   |   |   |   |   |   |   | ● | 0 | 2 | 0 |
| 2      | Raven Klaasen          |   |   |   |   |   |   | ● |   |   |   | ● | 0 | 2 | 0 |
| 2      | Ivan Dodig             |   |   |   |   |   |   |   |   | ● |   |   | 0 | 2 | 0 |
| 2      | Sam Querrey            |   |   |   |   |   |   |   | ● |   | ● |   | 2 | 0 | 0 |
| 2      | Pablo Carreño Busta    |   |   |   |   |   |   |   |   | ● | ● |   | 1 | 1 | 0 |
| 2      | Mate Pavić             |   |   |   |   |   |   |   |   | ● |   | ● | 0 | 2 | 0 |
| 2      | Roberto Bautista Agut  |   |   |   |   |   |   |   |   |   | ● |   | 2 | 0 | 0 |
| 2      | Novak Đoković          |   |   |   |   |   |   |   |   |   | ● |   | 2 | 0 | 0 |
| 2      | John Isner             |   |   |   |   |   |   |   |   |   | ● |   | 2 | 0 | 0 |
| 2      | Gilles Müller          |   |   |   |   |   |   |   |   |   | ● |   | 2 | 0 | 0 |
| 2      | Lucas Pouille          |   |   |   |   |   |   |   |   |   | ● |   | 2 | 0 | 0 |
| 2      | Jack Sock              |   |   |   |   |   |   |   |   |   | ● |   | 2 | 0 | 0 |
| 2      | Brian Baker            |   |   |   |   |   |   |   |   |   |   | ● | 0 | 2 | 0 |
| 2      | Julien Benneteau       |   |   |   |   |   |   |   |   |   |   | ● | 0 | 2 | 0 |
| 2      | Bob Bryan              |   |   |   |   |   |   |   |   |   |   | ● | 0 | 2 | 0 |
| 2      | Mike Bryan             |   |   |   |   |   |   |   |   |   |   | ● | 0 | 2 | 0 |
| 2      | Guillermo Durán        |   |   |   |   |   |   |   |   |   |   | ● | 0 | 2 | 0 |
| 2      | Robert Farah           |   |   |   |   |   |   |   |   |   |   | ● | 0 | 2 | 0 |
| 2      | Roman Jebavý           |   |   |   |   |   |   |   |   |   |   | ● | 0 | 2 | 0 |
| 2      | Nikola Mektić          |   |   |   |   |   |   |   |   |   |   | ● | 0 | 2 | 0 |
| 2      | Matwé Middelkoop       |   |   |   |   |   |   |   |   |   |   | ● | 0 | 2 | 0 |
| 2      | Andrés Molteni         |   |   |   |   |   |   |   |   |   |   | ● | 0 | 2 | 0 |
| 2      | Philipp Oswald         |   |   |   |   |   |   |   |   |   |   | ● | 0 | 2 | 0 |
| 1      | Feliciano López        |   |   |   |   |   |   |   | ● |   |   |   | 1 | 0 | 0 |
| 1      | Leonardo Mayer         |   |   |   |   |   |   |   | ● |   |   |   | 1 | 0 | 0 |
| 1      | Andy Murray            |   |   |   |   |   |   |   | ● |   |   |   | 1 | 0 | 0 |
| 1      | Dominic Thiem          |   |   |   |   |   |   |   | ● |   |   |   | 1 | 0 | 0 |
| 1      | Marcel Granollers      |   |   |   |   |   |   |   |   | ● |   |   | 0 | 1 | 0 |
| 1      | Florin Mergea          |   |   |   |   |   |   |   |   | ● |   |   | 0 | 1 | 0 |
| 1      | Marin Čilić            |   |   |   |   |   |   |   |   |   | ● |   | 1 | 0 | 0 |
| 1      | Borna Ćorić            |   |   |   |   |   |   |   |   |   | ● |   | 1 | 0 | 0 |
| 1      | Aleksandr Dolhopolov   |   |   |   |   |   |   |   |   |   | ● |   | 1 | 0 | 0 |
| 1      | Damir Džumhur          |   |   |   |   |   |   |   |   |   | ● |   | 1 | 0 | 0 |
| 1      | Víctor Estrella Burgos |   |   |   |   |   |   |   |   |   | ● |   | 1 | 0 | 0 |
| 1      | David Ferrer           |   |   |   |   |   |   |   |   |   | ● |   | 1 | 0 | 0 |
| 1      | Fabio Fognini          |   |   |   |   |   |   |   |   |   | ● |   | 1 | 0 | 0 |
| 1      | David Goffin           |   |   |   |   |   |   |   |   |   | ● |   | 1 | 0 | 0 |
| 1      | Peter Gojowczyk        |   |   |   |   |   |   |   |   |   | ● |   | 1 | 0 | 0 |
| 1      | Steve Johnson          |   |   |   |   |   |   |   |   |   | ● |   | 1 | 0 | 0 |
| 1      | Philipp Kohlschreiber  |   |   |   |   |   |   |   |   |   | ● |   | 1 | 0 | 0 |
| 1      | Andrej Rublëv          |   |   |   |   |   |   |   |   |   | ● |   | 1 | 0 | 0 |
| 1      | Yūichi Sugita          |   |   |   |   |   |   |   |   |   | ● |   | 1 | 0 | 0 |
| 1      | Stan Wawrinka          |   |   |   |   |   |   |   |   |   | ● |   | 1 | 0 | 0 |
| 1      | James Cerretani        |   |   |   |   |   |   |   |   |   |   | ● | 0 | 1 | 0 |
| 1      | Jérémy Chardy          |   |   |   |   |   |   |   |   |   |   | ● | 0 | 1 | 0 |
| 1      | Rogério Dutra Silva    |   |   |   |   |   |   |   |   |   |   | ● | 0 | 1 | 0 |
| 1      | Treat Huey             |   |   |   |   |   |   |   |   |   |   | ● | 0 | 1 | 0 |
| 1      | Dominic Inglot         |   |   |   |   |   |   |   |   |   |   | ● | 0 | 1 | 0 |
| 1      | Julian Knowle          |   |   |   |   |   |   |   |   |   |   | ● | 0 | 1 | 0 |
| 1      | Thanasi Kokkinakis     |   |   |   |   |   |   |   |   |   |   | ● | 0 | 1 | 0 |
| 1      | Wesley Koolhof         |   |   |   |   |   |   |   |   |   |   | ● | 0 | 1 | 0 |
| 1      | Robert Lindstedt       |   |   |   |   |   |   |   |   |   |   | ● | 0 | 1 | 0 |
| 1      | Oliver Marach          |   |   |   |   |   |   |   |   |   |   | ● | 0 | 1 | 0 |
| 1      | Fabrice Martin         |   |   |   |   |   |   |   |   |   |   | ● | 0 | 1 | 0 |
| 1      | Marcin Matkowski       |   |   |   |   |   |   |   |   |   |   | ● | 0 | 1 | 0 |
| 1      | Jeevan Nedunchezhiyan  |   |   |   |   |   |   |   |   |   |   | ● | 0 | 1 | 0 |
| 1      | Julio Peralta          |   |   |   |   |   |   |   |   |   |   | ● | 0 | 1 | 0 |
| 1      | Philipp Petzschner     |   |   |   |   |   |   |   |   |   |   | ● | 0 | 1 | 0 |
| 1      | Édouard Roger-Vasselin |   |   |   |   |   |   |   |   |   |   | ● | 0 | 1 | 0 |
| 1      | André Sá               |   |   |   |   |   |   |   |   |   |   | ● | 0 | 1 | 0 |
| 1      | Adil Shamasdin         |   |   |   |   |   |   |   |   |   |   | ● | 0 | 1 | 0 |
| 1      | Jordan Thompson        |   |   |   |   |   |   |   |   |   |   | ● | 0 | 1 | 0 |
| 1      | Viktor Troicki         |   |   |   |   |   |   |   |   |   |   | ● | 0 | 1 | 0 |
| 1      | Jiří Veselý            |   |   |   |   |   |   |   |   |   |   | ● | 0 | 1 | 0 |
| 1      | Horacio Zeballos       |   |   |   |   |   |   |   |   |   |   | ● | 0 | 1 | 0 |
| 1      | Nenad Zimonjić         |   |   |   |   |   |   |   |   |   |   | ● | 0 | 1 | 0 |
| 1      | Miša Zverev            |   |   |   |   |   |   |   |   |   |   | ● | 0 | 1 | 0 |

### Titoli vinti per nazione
| Totale | Nazione              | S | D | M | S | D | S | D | S | D | S | D | S  | D  | M |
| ------ | -------------------- | - | - | - | - | - | - | - | - | - | - | - | -- | -- | - |
| 18     | Stati Uniti          |   | 1 |   |   |   |   | 1 | 1 |   | 7 | 8 | 8  | 10 | 0 |
| 12     | Spagna               | 2 |   |   |   |   | 2 |   | 2 | 2 | 4 |   | 10 | 2  | 0 |
| 11     | Francia              |   |   |   |   |   |   | 3 | 1 |   | 4 | 3 | 5  | 6  | 0 |
| 9      | Brasile              |   | 1 |   |   |   |   | 2 |   | 3 |   | 3 | 0  | 9  | 0 |
| 9      | Germania             |   |   |   |   |   | 2 |   | 1 |   | 4 | 2 | 6  | 3  | 0 |
| 7      | Regno Unito          |   |   | 2 |   |   |   |   | 1 | 2 |   | 2 | 1  | 4  | 2 |
| 7      | Croazia              |   |   |   |   |   |   |   |   | 2 | 2 | 3 | 2  | 5  | 0 |
| 6      | Svizzera             | 2 |   |   |   |   | 2 |   | 1 |   | 1 |   | 6  | 0  | 0 |
| 6      | Polonia              |   | 1 |   |   |   |   | 2 |   | 1 |   | 2 | 0  | 6  | 0 |
| 6      | Paesi Bassi          |   | 1 |   |   |   |   |   |   | 1 |   | 4 | 0  | 6  | 0 |
| 5      | Romania              |   | 1 |   |   |   |   |   |   | 2 |   | 2 | 0  | 5  | 0 |
| 5      | Argentina            |   |   |   |   |   |   |   | 1 |   |   | 4 | 1  | 4  | 0 |
| 4      | Colombia             |   |   | 1 |   |   |   |   |   |   |   | 3 | 0  | 3  | 1 |
| 4      | Uruguay              |   |   |   |   |   |   | 1 |   | 1 | 1 | 1 | 0  | 3  | 0 |
| 4      | Austria              |   |   |   |   |   |   |   | 1 |   |   | 3 | 1  | 3  | 0 |
| 4      | Pakistan             |   |   |   |   |   |   |   |   | 1 |   | 3 | 0  | 4  | 0 |
| 3      | Australia            |   | 1 |   |   |   |   |   |   | 1 |   | 1 | 0  | 3  | 0 |
| 3      | India                |   |   | 1 |   |   |   | 1 |   |   |   | 1 | 0  | 2  | 1 |
| 3      | Bulgaria             |   |   |   |   |   | 1 |   |   |   | 2 |   | 3  | 0  | 0 |
| 3      | Serbia               |   |   |   |   |   |   |   |   |   | 2 | 1 | 2  | 1  | 0 |
| 2      | Finlandia            |   | 1 |   |   |   |   |   |   | 1 |   |   | 0  | 2  | 0 |
| 2      | Nuova Zelanda        |   | 1 |   |   |   |   |   |   |   |   | 1 | 0  | 2  | 0 |
| 2      | Sudafrica            |   |   |   |   |   |   | 1 |   |   |   | 1 | 0  | 2  | 0 |
| 2      | Lussemburgo          |   |   |   |   |   |   |   |   |   | 2 |   | 2  | 0  | 0 |
| 2      | Rep. Ceca            |   |   |   |   |   |   |   |   |   |   | 2 | 0  | 2  | 0 |
| 1      | Bosnia ed Erzegovina |   |   |   |   |   |   |   |   |   | 1 |   | 1  | 0  | 0 |
| 1      | Giappone             |   |   |   |   |   |   |   |   |   | 1 |   | 1  | 0  | 0 |
| 1      | Italia               |   |   |   |   |   |   |   |   |   | 1 |   | 1  | 0  | 0 |
| 1      | Rep. Dominicana      |   |   |   |   |   |   |   |   |   | 1 |   | 1  | 0  | 0 |
| 1      | Russia               |   |   |   |   |   |   |   |   |   | 1 |   | 1  | 0  | 0 |
| 1      | Ucraina              |   |   |   |   |   |   |   |   |   | 1 |   | 1  | 0  | 0 |
| 1      | Canada               |   |   |   |   |   |   |   |   |   |   | 1 | 0  | 1  | 0 |
| 1      | Cile                 |   |   |   |   |   |   |   |   |   |   | 1 | 0  | 1  | 0 |
| 1      | Filippine            |   |   |   |   |   |   |   |   |   |   | 1 | 0  | 1  | 0 |
| 1      | Svezia               |   |   |   |   |   |   |   |   |   |   | 1 | 0  | 1  | 0 |

### Informazioni sui titoli
I giocatori sottoelencati hanno vinto il loro primo titolo in carriera in singolo, doppio o in doppio misto:
- Thanasi Kokkinakis - Brisbane (doppio)
- Jordan Thompson - Brisbane (doppio)
- Jeevan Nedunchezhiyan - Chennai (doppio)
- Gilles Müller - Sydney (singolare)
- Juan Sebastián Cabal - Australian Open (doppio misto)
- Alexander Zverev - Montpellier (doppio)
- Ryan Harrison - Memphis (singolare)
- Brian Baker - Memphis (doppio)
- Nikola Mektić - Memphis (doppio)
- Rogério Dutra Silva - San Paolo (doppio)
- Borna Ćorić - Marrakech (singolare)
- Roman Jebavý - Istanbul (doppio)
- Rohan Bopanna - Roland Garros (doppio misto)
- Yūichi Sugita - Adalia (singolare)
- Andrej Rublëv - Umago (singolare)
- Peter Gojowczyk - Metz (singolare)
- Damir Džumhur - San Pietroburgo (singolare)
- Chung Hyeon - Milano (singolare)

I seguenti giocatori hanno difeso un titolo conquistato nel 2016 in singolo, doppio o doppio misto:
- Novak Đoković - Doha (singolare)
- Víctor Estrella Burgos - Quito (singolare)
- Juan Sebastián Cabal - Buenos Aires (doppio)
- Robert Farah - Buenos Aires (doppio)
- Pablo Cuevas - San Paolo (singolare)
- Rafael Nadal - Monte Carlo (singolare), Barcellona (singolare)
- Stan Wawrinka - Ginevra (singolare)

## Ritiri
I seguenti giocatori hanno annunciato il loro ritiro dal tennis professionistico durante il 2017:
- Martín Alund
- Somdev Devvarman
- Colin Fleming
- Giovanni Lapentti
- Juan Mónaco
- Albert Montañés
- Grega Žemlja
- Radek Štěpánek

## Ritorni
I seguenti giocatori sono tornati a giocare una partita da professionista durante il 2017:
- Juan Carlos Ferrero